# FC Nig Aparan
Football Club Nig Aparan (arménsky: Ֆուտբոլային Ակումբ „Նիգ“ Ապարան) byl arménský fotbalový klub sídlící ve městě Aparan. Klub se zúčastnil prvního ročníku samostatné arménské první fotbalové ligy, ovšem hned v prvním ročníku z ní sestoupil a do příštího ročníku druhé ligy se vůbec nepřihlásil. V roce 1998 byl klub obnoven a přihlášen do druhé ligy, po odehrání ročníku se do ní pro příští rok opět nepřihlásil.

## Umístění v jednotlivých sezonách
Zdroj: 
Legenda: Z - zápasy, V - výhry, R - remízy, P - porážky, VG - vstřelené góly, OG - obdržené góly, +/- - rozdíl skóre, B - body, červené podbarvení - sestup, zelené podbarvení - postup, fialové podbarvení - reorganizace, změna skupiny či soutěže
| Sovětský svaz (1990 – 1991)             |                               |        |    |    |   |    |    |    |     |    |        |
| Sezóny                                  | Liga                          | Úroveň | Z  | V  | R | P  | VG | OG | +/- | B  | Pozice |
| 1990                                    | Vtoraja nizšaja liga - 2 zona | 4      | 18 | 11 | 3 | 4  | 42 | 25 | +17 | 25 | 13.    |
| 1991                                    | Vtoraja nizšaja liga - 2 zona | 4      | 38 | 10 | 6 | 22 | 46 | 67 | -21 | 26 | 18.    |
| Arménie (1992 – 1998)                   |                               |        |    |    |   |    |    |    |     |    |        |
| Sezóny                                  | Liga                          | Úroveň | Z  | V  | R | P  | VG | OG | +/- | B  | Pozice |
| 1992                                    | Bardsragujn chumb             | 1      | 22 | 6  | 3 | 13 | 35 | 52 | -17 | 15 | 20.    |
| Klub byl letech 1993 až 1997 neaktivní. |                               |        |    |    |   |    |    |    |     |    |        |
| 1998                                    | Aradżin chumb                 | 2      | 24 | 2  | 1 | 21 | 13 | 67 | -54 | 7  | 13.    |